# 松本六太郎
松本 六太郎（まつもと ろくたろう、1889年（明治22年）2月10日 - 1952年（昭和27年）2月8日）は、日本の政治家。衆議院議員。

## 経歴
石川県河北郡、後の浅川村（現金沢市）出身。高岡漢学塾で学ぶ。その後、両親と現在の北海道石狩郡当別町に移住し、さらに現在の上川郡和寒町に移り農業に従事。農民組織の育成に尽力。和寒村農会長、同酪農組合長、有限責任和寒産業組合長、日本果糖 (株) 顧問、北海道化製 (株) 社長、上川畜産組合長、北海道農業会理事、全国指導農協組連合会副会長、北海道指導生産農協組連合会長などを務めた。
政界では、和寒村会議員、北海道会議員、同参事会員を歴任。1946年4月、第22回衆議院議員総選挙に北海道第二区から日本協同党所属で出馬し当選。その後、北海道第二区で第24回総選挙でも当選して衆議院議員を二期務め、在任中に死去した。この間、協同民主党常任中央委員、国民協同党常任中央委員、農民協同党代表、同国会対策委員長などを務め、農民の生活向上のために活動した。